# Leichtathletik-Länderkampf der Männer 1953 Niederlande – BR Deutschland
| 6. Leichtathletik-Länderkampf mit bundesdeutscher Beteiligung 1953 | 6. Leichtathletik-Länderkampf mit bundesdeutscher Beteiligung 1953 |               |
| ------------------------------------------------------------------ | ------------------------------------------------------------------ | ------------- |
|                                                                    |                                                                    |               |
| Ländervergleich der Männer: Niederlande – BR Deutschland           |                                                                    |               |
| Austragungsort                                                     | Treebeek                                                           |               |
| Wettbewerbe                                                        | 15                                                                 |               |
| Datum                                                              | 9. August 1953                                                     |               |
| 1. FRG 2. NLD                                                      | 187 Punkte 117 Punkte                                              |               |
| Chronik                                                            |                                                                    |               |
| ← FRG-LUX (M)                                                      | NLD-FRG (F) →                                                      | NLD-FRG (F) → |

Den sechsten Vergleich des Länderkampfjahres 1953 trugen die bundesdeutschen Leichtathleten gegen die Niederlande aus. Die Begegnung fand gleichzeitig mit dem Länderkampf der Frauen gegen denselben Gegner am 9. August im niederländischen Treebeek statt. Für die Männer war es nach 1938 der zweite Wettkampf gegen die Niederländer mit dem allgemeinen leichtathletischen Programm. Die erste Begegnung hatte Deutschland gewonnen.
Darüber hinaus hatte es 1951 einen Straßenlauf-Vergleich gegeben, an dem neben den Niederlanden auch Jugoslawien und die Schweiz beteiligt waren. In dieser Begegnung hatten sich die niederländischen Läufer vor Deutschland durchgesetzt.

## Wettbewerbe und Modus
Wie im Länderkampf gegen Luxemburg in der Vorwoche wurden an einem Tag fünfzehn Disziplinen ausgetragen. Aus dem olympischen Programm fehlten die Rennen über 5000 und 10.000 Meter, 400 Meter Hürden und 3000 Meter Hindernis, der Marathonlauf, der Dreisprung, der Hammerwurf sowie der Zehnkampf.
Die Sportler traten nicht wie üblich mit zwei, sondern mit drei Vertretern je Land und Disziplin an. In der Einzelwertung brachte Rang eins sieben Punkte, Rang zwei fünf, Rang drei vier usw. Rang sechs wurde noch mit einem Punkt belohnt. In den Staffeln wurden die Punkte mit sieben zu vier verteilt.

## Ergebnis
Die Niederländer konnten mit dem Rennen über 100 Meter, dem 110-Meter-Hürdenlauf und dem Weitsprung drei Disziplinen für sich entscheiden. Alle weiteren Wertungen gingen an die bundesdeutschen Sportler. Die bundesdeutschen Leichtathleten gewannen mit 187 zu 117 Punkten.

## Legende
Kurze Übersicht zur Bedeutung der Symbolik – so üblicherweise auch in sonstigen Veröffentlichungen verwendet:
| k. A. | keine Angabe          |
| NMH   | keine Höhe (No Mark)  |
| ogV   | ohne gültigen Versuch |

## Resultate

### 100 m
| Platz | Athlet         | Land | Zeit (s) |
| ----- | -------------- | ---- | -------- |
| 1     | Hayo Rulander  | NED  | 11,0     |
| 2     | Joachim Jensen | FRG  | 11,0     |
| 3     | Sleeuwenhoek   | NED  | 11,0     |
| 4     | Josef Heinen   | FRG  | 11,1     |
| 5     | Jürgen Sievers | FRG  | k. A.    |
| 6     | Teun Aret      | NED  | k. A.    |

### 200 m
| Platz | Athlet         | Land | Zeit (s) |
| ----- | -------------- | ---- | -------- |
| 1     | Hans Geister   | FRG  | 21,9     |
| 2     | Joachim Jensen | FRG  | 22,0     |
| 3     | Teun Aret      | NED  | 22,1     |
| 4     | Hayo Rulander  | NED  | 22,4     |
| 5     | Sleeuwenhoek   | NED  | k. A.    |
| 6     | Adolf Kluck    | FRG  | k. A.    |

### 400 m
| Platz | Athlet            | Land | Zeit (s) |
| ----- | ----------------- | ---- | -------- |
| 1     | Hans Geister      | FRG  | 48,5     |
| 2     | Albert Radusch    | FRG  | 49,5     |
| 3     | Wolfgang Miedecke | FRG  | 49,5     |
| 4     | Chris Smildiger   | NED  | 50,0     |
| 5     | Bart Verweij      | NED  | 50,2     |
| 6     | Emile Smulders    | NED  | 50,6     |

### 800 m
| Platz | Athlet                | Land | Zeit (min) |
| ----- | --------------------- | ---- | ---------- |
| 1     | Urban Cleve           | FRG  | 1:52,6     |
| 2     | Hans-Walter Friedrich | FRG  | 1:52,7     |
| 3     | Jan Rem               | NED  | 1:53,8     |
| 4     | v. d. Wees            | NED  | 1:55,4     |
| 5     | Achim Rockschieß      | FRG  | 1:55,4     |
| 6     | Antoon Jonkers        | NED  | 1:56,7     |

### 1500 m
| Platz | Athlet           | Land | Zeit (min) |
| ----- | ---------------- | ---- | ---------- |
| 1     | Rolf Lamers      | FRG  | 3:51,8     |
| 2     | Dieter Schlegel  | FRG  | 3:52,8     |
| 3     | v. d. Willenberg | NED  | 3:56,2     |
| 4     | Hans Wever       | FRG  | 3:56,6     |
| 5     | Co Govers        | NED  | 3:58,6     |
| 6     | Wim Roovers      | NED  | 4:16,4     |

### 5000 m
| Platz | Athlet           | Land | Zeit (min) |
| ----- | ---------------- | ---- | ---------- |
| 1     | Herbert Schade   | FRG  | 14;28,8    |
| 2     | Jan Fekkes       | NED  | 14:44,4    |
| 3     | Günter Heßelmann | FRG  | 14:45,8    |
| 4     | Cees Malipaard   | NED  | 15:11,0    |
| 5     | Heinz Beding     | FRG  | 15:33,6    |
| 6     | Hans Huizinga    | NED  | 15:45,0    |

### 110 m Hürden
| Platz | Athlet          | Land | Zeit (s) |
| ----- | --------------- | ---- | -------- |
| 1     | Peter Nederhand | NED  | 15,2     |
| 2     | Gerard Brocken  | NED  | 15,2     |
| 3     | Hans Zepernick  | FRG  | 15,3     |
| 4     | Jan Parlevliet  | NED  | 15,4     |
| 5     | Olaf Andreas    | FRG  | 15,6     |
| 6     | Rainer Loos     | FRG  | 15,7     |

### 4 × 100 m Staffel
| Platz | Besetzung      | Land                                                    | Zeit (s) |
| ----- | -------------- | ------------------------------------------------------- | -------- |
| 1     | BR Deutschland | Jürgen Sievers Hans Geister Josef Heinen Joachim Jensen | 42,0     |
| 2     | Niederlande    | Teun Aret Henk Visser Sleeuwenhoek Hayo Rulander        | 42,5     |

### 4 × 400 m Staffel
| Platz | Besetzung      | Land                                                                       | Zeit (min) |
| ----- | -------------- | -------------------------------------------------------------------------- | ---------- |
| 1     | BR Deutschland | Max-Rudolf Buchmann Hans-Walter Friedrich Wolfgang Miedecke Albert Radusch | 3:17,4     |
| 2     | Niederlande    | Emile Smulders Jan Rem Bart Verweij Chris Smildiger                        | 3:23,1     |

### Hochsprung
| Platz | Athlet            | Land | Höhe (m) |
| ----- | ----------------- | ---- | -------- |
| 1     | Hans-Jürgen Jenss | FRG  | 1,88     |
| 2     | Wolfgang Massion  | FRG  | 1,85     |
| 3     | Erich Bremicker   | FRG  | 1,80     |
| 4     | Servee Wijsen     | NED  | 1,70     |
| NMH   | J. van der Meulen | NED  | ogV      |
| NMH   | Peter Nederhand   | NED  | ogV      |

### Stabhochsprung
| Platz | Athlet            | Land | Höhe (m) |
| ----- | ----------------- | ---- | -------- |
| 1     | Karl-Heinz Thenée | FRG  | 3,80     |
| 2     | Hanfried Oertel   | FRG  | 3,70     |
| 3     | Hans Roosen       | FRG  | 3,70     |
| 4     | M. Swart          | NED  | 3,50     |
| 5     | Jansen            | NED  | 3,40     |
| NMH   | Harry Hofmeester  | NED  | ogV      |

### Weitsprung
| Platz | Athlet         | Land | Weite (m) |
| ----- | -------------- | ---- | --------- |
| 1     | Henk Visser    | NED  | 7,20      |
| 2     | Erhard Mallek  | FRG  | 6,89      |
| 3     | Gerard Wessels | NED  | 6,88      |
| 4     | Tonny Mooij    | NED  | 6,82      |
| 5     | Karl Lewald    | FRG  | 6,76      |
| 6     | Heinz Klophaus | FRG  | 6,66      |

### Kugelstoßen
| Platz | Athlet          | Land | Weite (m) |
| ----- | --------------- | ---- | --------- |
| 1     | Josef Müller    | FRG  | 14,43     |
| 2     | Heinz Rosendahl | FRG  | 13,40     |
| 3     | Kurt Reisinger  | FRG  | 13,36     |
| 4     | Preusser        | NED  | 13,26     |
| 5     | Lei Derichs     | NED  | 13,22     |
| 6     | Henk Kluft      | NED  | 12,65     |

### Diskuswurf
| Platz | Athlet            | Land | Weite (m) |
| ----- | ----------------- | ---- | --------- |
| 1     | Heinz Rosendahl   | FRG  | 46,86     |
| 2     | Günther Noack     | FRG  | 43,52     |
| 3     | Joop Fikkert      | NED  | 41,58     |
| 4     | Kurt Reisinger    | FRG  | 39,59     |
| 5     | Jaap van der Maat | NED  | 39,58     |
| 6     | Lei Derichs       | NED  | 39,48     |

### Speerwurf
| Platz | Athlet          | Land | Weite (m) |
| ----- | --------------- | ---- | --------- |
| 1     | Helmut Wilshaus | FRG  | 63,72     |
| 2     | Heinrich Will   | FRG  | 63,66     |
| 3     | Nico Lutkeveld  | NED  | 62,70     |
| 4     | Joop Fikkert    | NED  | 62,01     |
| 5     | Franz Lengert   | FRG  | 54,68     |
| 6     | Masolijn        | NED  | 51,92     |